# Jednopłat

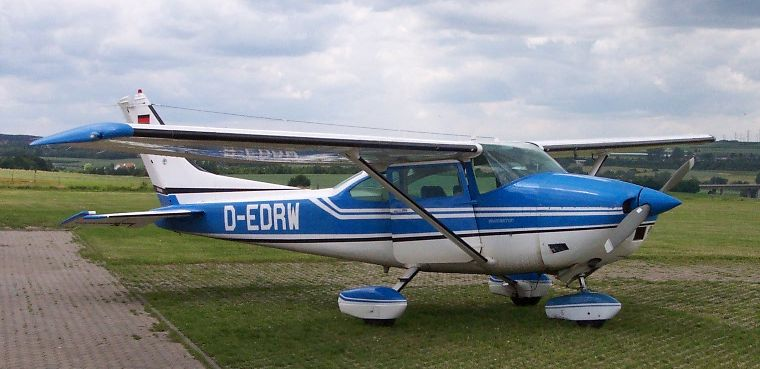
Przykład górnopłatu: Cessna 182 Skylane.

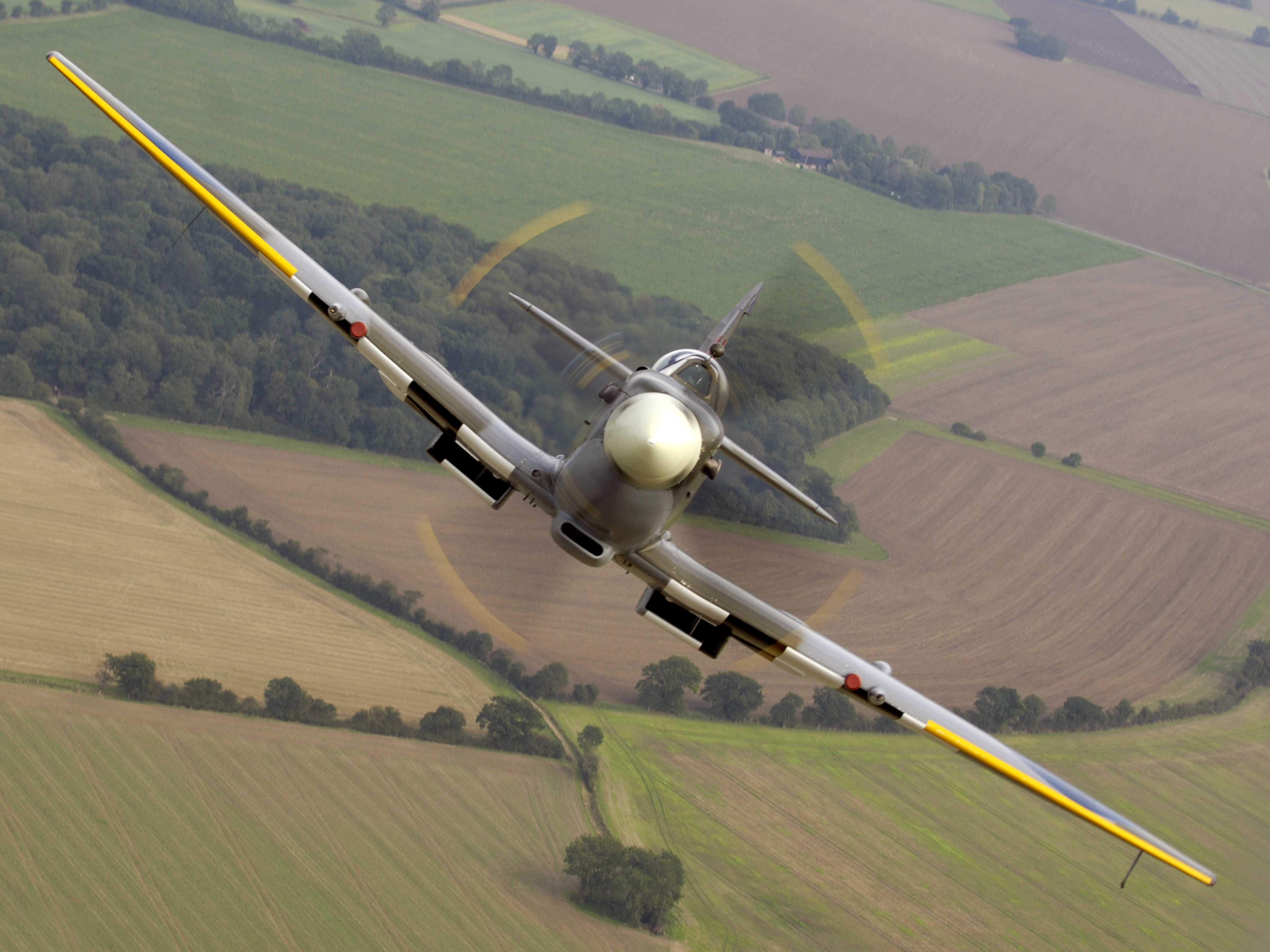
Przykład dolnopłata: Supermarine Spitfire.

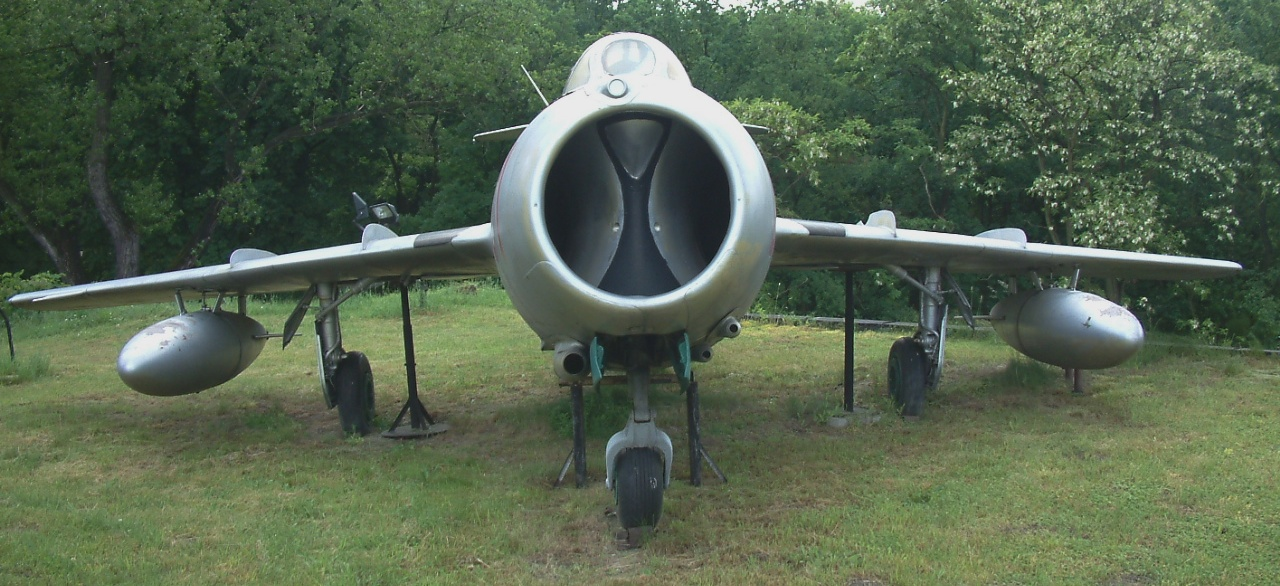
Przykład średniopłata: MiG-15

Jednopłat – typ konstrukcji samolotu lub szybowca, który jest wyposażony w jeden płat nośny (dwa skrzydła). Ten układ charakteryzuje się najmniejszym oporem czołowym oraz najmniejszą masą z pozostałych układów (dwupłat, trójpłat).
Wykorzystywany od początków lotnictwa, przez pewien okres był wyparty przez dwupłatowiec. Było to spowodowane ograniczoną wytrzymałością stosowanych materiałów, a co za tym idzie małą sztywnością pierwszych skrzydeł i ich łamaniem się. W dzisiejszych czasach stało się możliwe budowanie samolotów o dużych, pojedynczych płatach nośnych i konstrukcja ta zdominowała rynek ze względu na zdecydowanie lepsze właściwości aerodynamiczne.
Pierwsze samoloty w tym układzie:
- Rumpler Taube (1908 r.)
- Bleriot XI (1909 r.)

Samoloty w układzie jednopłata dzielą się na trzy podgrupy:
- dolnopłaty
- średniopłaty
- górnopłaty